# Збірна Вірменії з футболу
Збірна Вірменії з футболу (вірм. Հայաստանի ֆուտբոլի ազգային հավաքական) — національна футбольна команда Вірменії, якою керує Федерація футболу Вірменії і представляє країну на міжнародному рівні.
Станом на 3 квітня 2025 посідає 102-e місце у рейтингу футбольних збірних світу.

## Чемпіонати світу
- 1930 — 1990 — входила до складу СРСР, гравці виступали за збірну СРСР

За період незалежності вірменського футболу команда брала участь у відбірних іграх до 5 ЧС
| Фінальний етап | Фінальний етап     |          | Відбірний етап | Відбірний етап | Відбірний етап | Відбірний етап | Відбірний етап | Відбірний етап | Відбірний етап | Відбірний етап | Відбірний етап |
| Рік            | Підсумок           | Група    | Місце в групі  | Очки           | В              | Н              | П              | ГЗ             | ГП             | +/-            |                |
| -------------- | ------------------ | -------- | -------------- | -------------- | -------------- | -------------- | -------------- | -------------- | -------------- | -------------- | -------------- |
| 1998           | Не кваліфікувалася |          | Група 9        | 4 (6)          | 10             | 1              | 5              | 4              | 8              | 17             | −9             |
| 2002           | Не кваліфікувалася | Группа 5 | 6 (6)          | 10             | 0              | 5              | 5              | 7              | 19             | −12            |                |
| 2006           | Не кваліфікувалася | Група 1  | 6 (7)          | 12             | 2              | 1              | 9              | 9              | 25             | −16            |                |
| 2010           | Не кваліфікувалася | Група 5  | 6 (6)          | 10             | 1              | 1              | 8              | 6              | 22             | −16            |                |
| 2014           | Не кваліфікувалася | Група B  | 5 (6)          | 13             | 4              | 1              | 5              | 12             | 13             | −1             |                |
| 2018           | Не кваліфікувалася | Група E  | 5 (6)          | 7              | 2              | 1              | 7              | 10             | 26             | −16            |                |
| 2022           | Не кваліфікувалася | Група J  | 4 (6)          | 12             | 3              | 3              | 4              | 9              | 20             | −11            |                |

## Чемпіонати Європи
- 1960 — 1992 — входила до складу СРСР, гравці виступали за збірну СРСР

За період незалежності вірменського футболу команда брала участь у відбірних іграх до 8 ЧЄ
| Фінальний етап | Фінальний етап     |         | Відбірковий етап | Відбірковий етап | Відбірковий етап | Відбірковий етап | Відбірковий етап | Відбірковий етап | Відбірковий етап | Відбірковий етап | Відбірковий етап |
| Рік            | Підсумок           | Група   | Місце в групі    | Очки             | В                | Н                | П                | ГЗ               | ГП               | +/-              |                  |
| -------------- | ------------------ | ------- | ---------------- | ---------------- | ---------------- | ---------------- | ---------------- | ---------------- | ---------------- | ---------------- | ---------------- |
| 1996           | Не кваліфікувалася |         | Група 2          | 6 (6)            | 10               | 1                | 2                | 7                | 5                | 17               | −12              |
| 2000           | Не кваліфікувалася | Група 4 | 5 (6)            | 10               | 2                | 2                | 6                | 8                | 15               | −7               |                  |
| 2004           | Не кваліфікувалася | Група 6 | 4 (5)            | 8                | 2                | 1                | 5                | 7                | 16               | −9               |                  |
| 2008           | Не кваліфікувалася | Група А | 7 (8)            | 9                | 2                | 3                | 7                | 4                | 13               | −9               |                  |
| 2012           | Не кваліфікувалася | Група В | 3 (6)            | 17               | 5                | 2                | 3                | 22               | 10               | +9               |                  |
| 2016           | Не кваліфікувалася | Група I | 5 (5)            | 2                | 0                | 2                | 6                | 5                | 14               | −9               |                  |
| 2020           | Не кваліфікувалася | Група J | 5 (6)            | 10               | 3                | 1                | 6                | 14               | 25               | −11              |                  |
| 2024           | Не кваліфікувалася | Група D | 4 (5)            | 3                | 1                | 0                | 7                | 5                | 19               | −14              |                  |

## Ігри зУкраїною
| Дата            | Місце гри | Статус                    | Господар | Рахунок | Гість    |
| --------------- | --------- | ------------------------- | -------- | ------- | -------- |
| 7 травня 1997   | Київ      | відбір до ЧС 1998         | Україна  | 1:1     | Вірменія |
| 11 жовтня 1997  | Єреван    | відбір до ЧС 1998         | Вірменія | 0:2     | Україна  |
| 14 жовтня 1998  | Київ      | відбір до ЧЄ 2000         | Україна  | 2:0     | Вірменія |
| 9 червня 1999   | Єреван    | відбір до ЧЄ 2000         | Вірменія | 0:0     | Україна  |
| 7 жовтня 2000   | Єреван    | відбір до ЧС 2002         | Вірменія | 2:3     | Україна  |
| 5 вересня 2001  | Львів     | відбір до ЧС 2002         | Україна  | 3:0     | Вірменія |
| 7 вересня 2002  | Єреван    | відбір до ЧЄ 2004         | Вірменія | 2:2     | Україна  |
| 7 червня 2003   | Львів     | відбір до ЧЄ 2004         | Україна  | 4:3     | Вірменія |
| 11 червня 2022  | Лодзь     | Ліги націй УЄФА 2022—2023 | Україна  | 3:0     | Вірменія |
| 24 вересня 2022 | Єреван    | Ліги націй УЄФА 2022—2023 | Вірменія | 0:5     | Україна  |